# Pátera

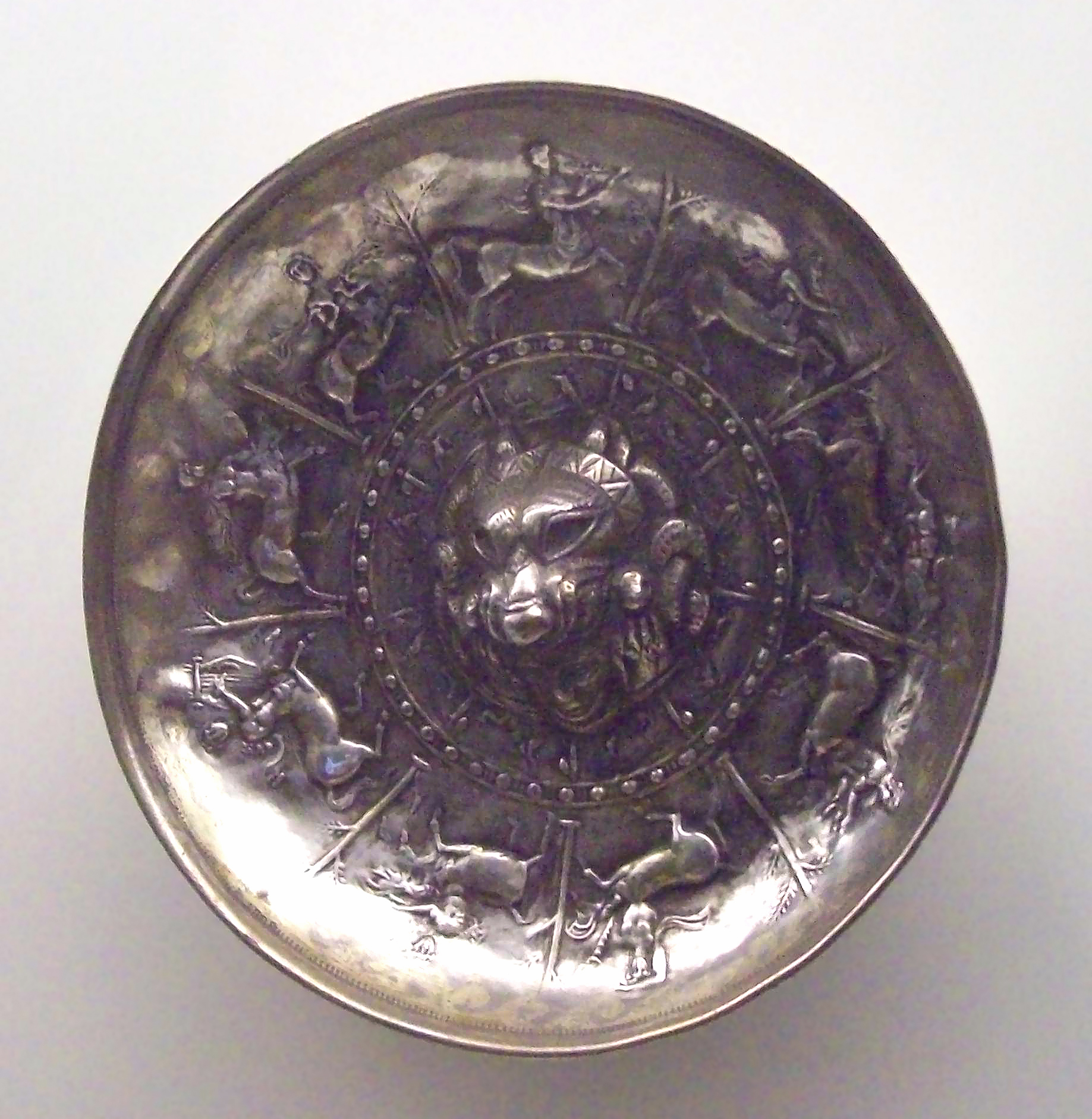
Pátera ibera de Perotito (siglo II o I a.C., M.A.N., Madrid).

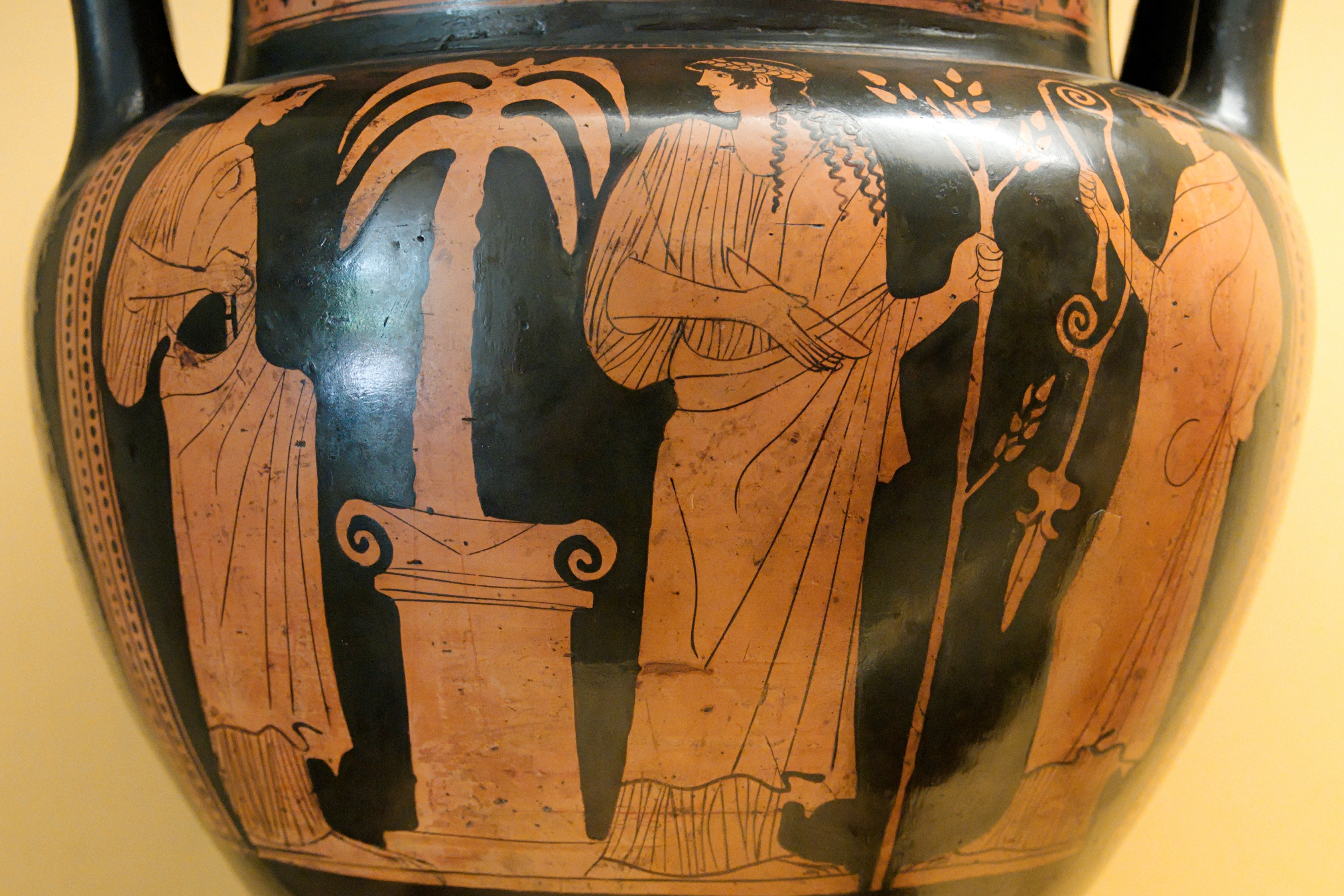
Ilustración en una vasija en la que se puede ver a Apolo (en el medio) sosteniendo una rama de laurel y una pátera.

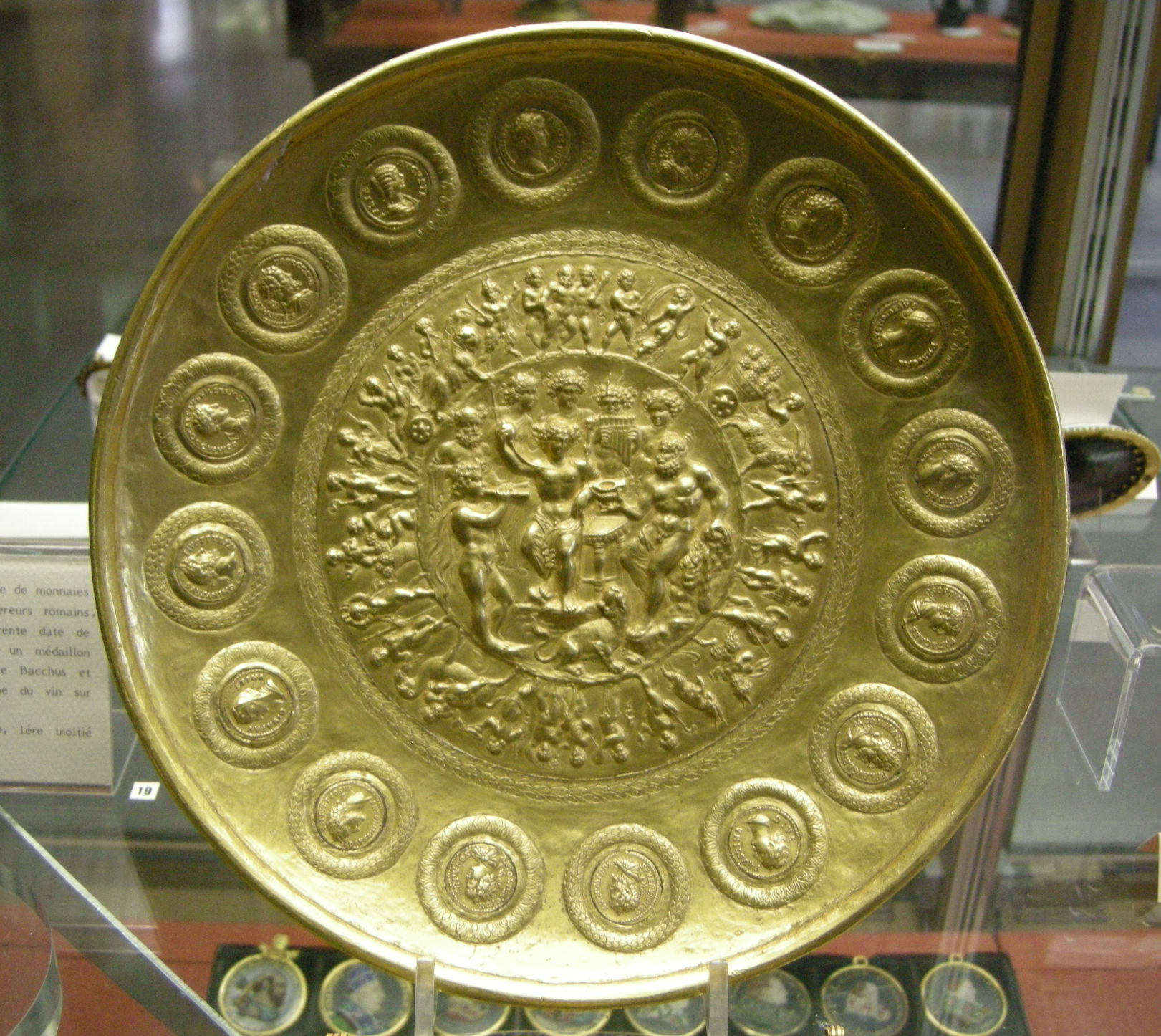
Pátera de Rennes decorada con Baco y Hércules. Mitad.

Se llama pátera a un plato de poco fondo que se usaba en ceremonias y ritos religiosos de la Antigüedad.
Los fenicios, aun siendo más industriales y comerciantes que artistas, cultivaron la orfebrería, joyería y broncería imitando en su estilo a los demás pueblos de Oriente con quienes se relacionaban y combinando los dibujos de unos y otros. Existe una pátera de plata con relieves asirio-egipcios dispuestos en zonas, hallada en Curium (Chipre) y otra parecida, descubierta en Amatonte (de la misma isla) aparte de variados dijes de oro, plata y bronce.
En octubre de 2009 se encontró en el yacimiento arqueológico de El Cerrón en Titulcia (Madrid) una pátera de oro y plata de 18 cm de diámetro, de los siglos IV-III a. C. con un relieve de medusa con cabeza de felino y dos serpientes enroscadas a modo de cabello, conocida como "Medusa de Titulcia", que perteneció a la tribu local de los carpetanos.
También es bien conocida la Pátera ibera de Perotito encontrada, junto a una copa, en la finca Perotito de Santisteban del Puerto (Jaén), y decorada con representaciones fantásticas del imaginario ibérico. Ambas piezas son de plata repujada, están datadas en el siglo II o I a. C., y se hallan actualmente expuestas en el Museo Arqueológico Nacional de España, en Madrid. 
Entre las piezas de orfebrería clásica romana son destacables las del Tesoro de Hildesheim. Se consideran como pertenecientes al botín de guerra obtenido por los germanos al destrozar las legiones de Publio Quintilio Varo (año 9) y entre sus hermosas vajillas y diferentes utensilios de plata (pasan de setenta las piezas del tesoro) están la célebre pátera de Minerva con la figura de esta diosa sentada. 
Por su parte, en la cueva del municipio cántabro de Otañes, se encontró entre 1798 y 1800 la llamada Pátera de Otañes, pieza de orfebrería realizada en plata y oro durante la época romana de importancia internacional. La pieza está datada entre finales del siglo I y el II.
Otro ejemplar de orfebrería romana a señalar es la famosa Pátera de Rennes de mediados del siglo III, hallada en la población de este nombre que es un plato de oro macizo de 25 centímetros de diámetro con numerosas figuras cinceladas representando en su fondo el amigable triunfo de Baco sobre Hércules (o del vino sobre la fuerza). 
También romana es la Pátera de Parabiago (por el lugar donde se encontró, cerca de Milán). Realizada en la época del emperador Juliano el Apóstata en la segunda mitad del siglo IV. Representa pasajes que se utilizaban en rituales dedicados a la adoración de la diosa Cibeles, en un momento caracterizado por el renacimiento del paganismo en Milán. Aparecen, entre otros personajes, Atis, Apolo-Sol, Diana-Luna, Océano o Tellus.
En la Antigua Grecia, este tipo de recipiente, usado principalmente para libaciones, se conoce con el nombre de fiale.
También se denomina pátera al ornamento de escaso relieve realizado con hojas de acanto.